# Пандиково
Па́ндиково (чув. Паньтăк) — село в Красночетайском районе Чувашской Республики. Административный центр Пандиковского сельского поселения.

## География
Находится в северо-западной части Чувашии, на расстоянии приблизительно 6 км на север-северо-запад по прямой от районного центра села Красные Четаи.

## История
Известно с 1684 года, когда здесь было учтено 14 дворов. В 1795 году отмечено было 20 дворов и 195 жителей. В 1897 году было учтено 54 двора и 273 жителя, в 1926 — 93 двора и 424 жителя, в 1939—443 жителя, в 1979—328. В 2002 году было 92 двора, в 2010 — 75 домохозяйств. В 1929 году был образован колхоз «Культура», в 2010 году действовали ООО «Авангард», ООО «Сурское», ЗАО «Искра-Хмель». Ранее действовали Преображенская церковь (1786—1938) и Казанская церковь (1795—1941).

## Население
Постоянное население составляло 237 человек (чуваши 98 %) в 2002 году, 187 в 2010.